# Fisher-Price
Fisher-Price è un'azienda statunitense che produce giocattoli per bambini e neonati con sede legale a East Aurora, nello Stato di New York, nonché una linea di prodotti in Cina. È un marchio di proprietà di Mattel dal 1993.

## Storia
Fondata nel 1930 durante la Grande depressione dagli imprenditori Herman Fisher, Irving Price, Margaret Evans Price (moglie di Irving) e Helen Schelle, prese il nome dai cognomi dei due investitori. In origine Fisher lavorava per una compagnia di Churchville; i primi giocattoli venivano fatti in molte parti di acciaio per evitare scheggiature e si tenevano bene. Price era il primo Art Director e progettava i giocattoli tratti dai libri di sua moglie.
Il primo giocattolo venduto fu "Mr. Doodle" nel 1931; negli anni cinquanta il materiale usato cominciò ad essere la plastica, utile per rendere più brillanti i colori dei prodotti: il primo giocattolo in questo senso fu "Buzzy Bee".
Durante gli anni sessanta fu introdotta la linea di prodotti "Play Family" (in seguito nota come "Little People") e ciò superò il successo dei primi prodotti. Herman Fisher si ritirò all'età di 71 anni nel 1969 e lo stesso anno la compagnia fu venduta alla Quaker Oats Company.
Nel 1991 la compagnia riottenne la sovranità sulla Quaker Oats e diventò una public company; due anni più tardi sarà totalmente della Mattel. Di lì a poco ogni stabilimento di produzione USA venne chiuso e l'intera produzione trasferita in Cina; negli Stati Uniti rimase solo la sede legale della ditta.

## Prodotti (parziale)
- View-Master
- See'n'Say
- Laugh & Learn
- Amazing Animals
- Go Baby Go!